# Vaitogi
Vaitogi – wieś w Samoa Amerykańskim; 1 400 mieszkańców (2006). Przemysł spożywczy, ośrodek turystyczny.